# Andrí Xevtxenko
|  | Aquest article tracta sobre el jugador de futbol. Per al poeta i pintor, vegeu: Taràs Xevtxenko |

Andrí Mikolàiovitx Xevtxenko (en ucraïnès Андрій Миколайович Шевченко) és un futbolista ucraïnès nascut el 29 de setembre del 1976 a Dvirkívsxina, a l'óblast de Kíiv. Es caracteritzava per la seva velocitat i la seva potència i precisió en els xuts de falta, els xuts de mitjana distància i també els remats amb el cap, que en feien un dels millors davanters del continent.
Va debutar en el Dinamo de Kíiv o de Kíiv, on es va estar 5 temporades i va arribar a les semifinals de la Lliga de Campions, va aconseguir 5 títols de lliga i 4 copes de lliga i va arribar a la tercera posició en la votació del millor jugador de l'any 1999. Després de moltes de les seves millors actuacions amb el Dinamo, el juny del 1999 va fitxar per l'AC Milan per 26 milions d'euros.
Va aconseguir ser el màxim golejador en la seva primera temporada a la Serie A italiana. També va arribar a ser el màxim golejador a la Champions League, amb 53 gols, i amb la possibilitat de repetir el palmarès el pròxim any, cosa que no fou possible després de la derrota del Milan contra el FC Barcelona. El gol amb què Xevtxenko es va imposar va ser contra un partit amb el FC Bayern de Múnic, contra el porter Oliver Kahn. Va ser capaç de batre el rècord de 52 gols que tenia el jugador madridista Raúl González. També va ser el màxim golejador a la temporada 2003-2004, amb 24 gols que van ajudar el Milan a guanyar la seva dissetena lliga italiana.

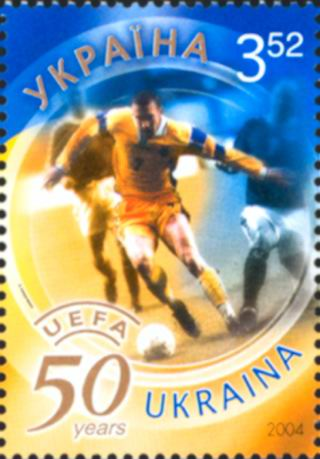
Xevtxenko en un segell d'Ucraïna

A la temporada del 2003 va ser campió de la Champions League, on va ser el jugador decisiu gràcies al fet de marcar l'últim gol de penal. Va aconseguir l'Scudetto a la temporada 2003-2004 i la Pilota d'Or el 2004.
El 31 de desembre del 2004 va rebre la màxima condecoració del seu país, el títol d'Heroi d'Ucraïna.
L'octubre del 2005 Ucraïna va obtenir la seva primera classificació en un Mundial (Alemanya 2006), on va quedar primera de grup amb 7 victòries, 4 empats i una sola derrota. Xevtxenko fou el capità i el líder de la selecció ucraïnesa, on va fer 6 dels 18 gols totals de l'equip. El seu primer gol fou en el partit amb l'Aràbia Saudita, el 19 de juny.
L'1 de juny del 2006, el club londinenc Chelsea FC va fitxar el crac ucraïnès per 51 milions d'euros. El fitxatge fou obra del multimilionari Roman Abramóvitx, que des de sempre havia tingut un especial interès per l'ucraïnès. Andrí va acceptar per motius familiars.
El 2008 va ser cedit al Milan a causa del seu baix rendiment al Chelsea FC i l'alt salari del jugador.
Cal no confondre l'Andrí Xevtxenko amb el famós poeta i escriptor ucraïnès del mateix cognom, Taràs Xevtxenko (1814-1861).